# ترین تریس ۷۰۰
نرم‌افزارترین تریس ۷۰۰ (به انگلیسی: Trane TRACE 700 : Trane Air Conditioning Economics) یکی از قدیمی‌ترین و قدرتمندترین نرم‌افزارهای محاسبات بار سرمایی و گرمایی ساختمان‌ها با کاربردهای مختلف می‌باشد. 
این نرم‌افزار قدرتمند امکانات بسیار زیاد و کاربردی را در عین سادگی و کاربری آسان در اختیار مهندسان تأسیسات و مکانیک قرار می‌دهد. هم‌اکنون در بسیاری از نقاط جهان از این نرم‌افزار به عنوان مرجع محاسبات تأسیسات مکانیکی استفاده می‌گردد. در کشور ما ایران نیز این نرم‌افزار مورد تأیید سازمان نظام مهندسی قرار گرفته و هم‌اکنون پروژه‌های تأسیساتی و طراحی‌های انجام گرفته توسط این نرم‌افزار مورد تأیید قرار خواهد گرفت.
این نرم‌افزار محصول شرکت معتبر آمریکایی سازنده دستگاهها و تجهیزات تهویه مطبوع، ترین است.
از رقبای اصلی Trane TRACE 700 در بازار می‌توان به Rhvac ،Carrier HAP و Chvac اشاره کرد.